# Rechin-vulpe
Rechinul-vulpe sau Treierul comun (Alopias vulpinus), cunoscut și sub numele de treierul Atlantic, treierul cu ochi mari, este cea mai mare specie de rechin treierat, familia Alopiidae, atingând aproximativ 6 m (20 ft) în lungime. Aproximativ jumătate din lungimea sa constă din lobul superior alungit al aripioarei sale caudale. Cu un corp raționalizat, bot scurt ascuțit și ochi de dimensiuni modeste, treierul comun seamănă (și a fost adesea confundat cu) treierul pelagic (A. pelagicus). Se poate distinge de această din urmă specie prin albul burții sale care se extinde într-o bandă peste bazele aripioarelor sale pectorale. Treierul comun este distribuit în întreaga lume în apele tropicale și temperate, deși preferă temperaturi mai reci. Poate fi găsit atât aproape de țărm, cât și în largul oceanului, de la suprafață până la o adâncime de 550 m (1.800 ft). Este migrator sezonier și petrece verile la latitudini mai mici.
Coada lungă a bătătorului comun, sursa multor povești fanteziste de-a lungul istoriei, este folosită într-o manieră asemănătoare biciului pentru a oferi lovituri incapacitante prăzii sale. hamsii. Este un înotător rapid și puternic despre care se știe că sare de apă și posedă adaptări fiziologice care îi permit să mențină o temperatură internă a corpului mai caldă decât cea a apei de mare din jur. Treierul comun are un mod de reproducere vivacar aplacental, cu embrioni oofagi care se hrănesc cu ouă nedezvoltate ovulate de mama lor. Femelele nasc de obicei patru pui odată, după o perioadă de gestație de nouă luni.
În ciuda dimensiunilor sale, treierul comun este minim periculos pentru oameni datorită dinților relativ mici și a dispoziției timide. Este foarte apreciat de pescarii comerciali pentru carnea, aripioarele, pielea și uleiul de ficat; un număr mare este preluat de pescuitul cu paragate și plase de sânge în toată gama sa. Acest rechin este, de asemenea, apreciat de pescarii de agrement pentru lupta excepțională pe care o oferă cu cârligul și linia. Treierul comun are o rată redusă de reproducere și nu poate rezista mult timp la presiunea mare de pescuit, un caz în acest caz fiind prăbușirea rapidă a pescăriilor de rechini treierate din California în anii 1980. Odată cu creșterea exploatării comerciale în multe părți ale lumii, Uniunea Internațională pentru Conservarea Naturii a evaluat această specie ca fiind vulnerabilă.

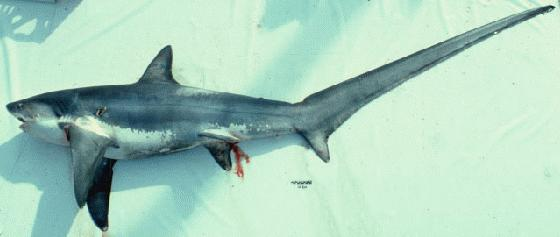

## Taxonomie și filogenie
Prima descriere științifică a treierului comun, sub numele de Squalus vulpinus, a fost scrisă de naturalistul francez Pierre Joseph Bonnaterre în Tabloul enciclopédic și metodic des trei reguli ale naturii din 1788. [4] În 1810, Constantin Samuel Rafinesque a descris Alopias macrourus dintr-un rechin-bătător prins de Sicilia. Autorii ulteriori au recunoscut genul Alopias ca fiind valid, în timp ce sinonimizează A. macrourus cu S. vulpinus, astfel numele științific al treierului comun a devenit Alopias vulpinus. [2]
Epitetul specific vulpinus este derivat din vulpesul latin care înseamnă „vulpe”, iar în unele literaturi mai vechi numele speciei a fost dat incorect sub numele de Alopias vulpes. [5] „Rechin vulpea” este cel mai vechi nume englezesc cunoscut pentru această specie și are rădăcini în antichitatea clasică, din credința că era deosebit de viclean. La mijlocul secolului al XIX-lea, denumirea de „vulpe” a fost în mare parte înlocuită de „treieră”, referindu-se la folosirea cozii de către un rechin, asemănătoare unui fleac. Această specie este adesea cunoscută pur și simplu sub numele de rechin treier sau treier; Henry Bigelow și William Schroeder au introdus denumirea „treier comun” în 1945 pentru a-l diferenția de treierul obez mare (A. superciliosus). [6] Este, de asemenea, cunoscut sub multe alte denumiri comune, inclusiv treierul Atlanticului, peștele cenușiu, treierul verde, rechinul cu coadă lungă, maimuța de mare, vulpea de mare, slasher, coada pivotantă, coada thintail, rechinul thrasher și rechinul whiptail. [2] [7]
Analizele morfologice și alozimice au convenit asupra faptului că treierul comun este bazat pe clada formată din treierul obez mare și treierul pelagic (A. pelagicus). [2] [5] Cea mai apropiată rudă a acestei specii în cadrul familiei poate fi a patra specie de rechin baltă nerecunoscută în Baja California, raportată din dovezile alozimelor de Blaise Eitner în 1995. [8] Cu toate acestea, existența acestei a patra specii nu a fost încă confirmată de alte surse. [1] [2]

## Descriere
Treierul comun este un rechin destul de robust, cu un trunchi în formă de torpilă și un cap scurt și lat. Profilul dorsal al capului se curbează uniform până la botul ascuțit și conic. Ochii sunt moderat de mari și nu au membrane nictitante. Gura mică este arcuită și, spre deosebire de alți rechini treier, are brazde la colțuri. Specia are 32-53 rânduri de dinți superiori și 25-50 inferiori; dinții sunt mici, triunghiulari și cu margini netezi, lipsiți coșuri laterale. Cele cinci perechi de fante branhiale sunt scurte, cu a patra și a cincea pereche situate peste bazele înotătoarelor pectorale. [2] [5]
Aripioarele pectorale lungi, falcate (în formă de seceră) se conică spre vârfurile înguste. Prima aripă dorsală este înaltă și poziționată puțin mai aproape de aripioarele pectorale decât aripioarele pelvine. Aripioarele pelvine sunt aproape la fel de mari ca prima aripă dorsală și poartă agrafe lungi și subțiri la masculi. A doua aripioare dorsale și anale sunt minuscule, cu prima poziționată în fața celei din urmă. Crestăturile în formă de semilună apar pe pedunculul caudal la originile superioare și inferioare ale aripioarei caudale. Lobul caudal superior al aripii este enorm alungit, așa cum este caracteristic treierilor, măsurând aproximativ atât cât restul rechinului; lobul subțire, ușor curbat, este ținut într-un unghi abrupt în sus și are o crestătură în marginea descendentă lângă vârf. [2] [6]
Pielea este acoperită de denticuli dermici mici, care se suprapun, fiecare cu trei creste orizontale și trei până la cinci dinți marginali. Această specie este de culoare maro purpuriu până la gri deasupra, devenind mai albăstruie pe flancuri. Partea inferioară este albă, care se extinde peste bazele înotătoarelor pectorale și pelvine; acest model este în contrast cu treierul pelagic, care este solid colorat peste aceste aripioare. Linia de întâlnire dintre colorația dorsală și ventrală este adesea neregulată. O pată albă poate fi văzută la vârfurile aripioarelor pectorale. [2] [6] Treierul comun este cea mai mare specie de rechin treierat, care atinge în mod obișnuit 5 m lungime și 230 kg greutate. [9] Înregistrarea lungimii confirmate pentru acest rechin este de 5,7 m (19 ft), în timp ce lungimea maximă posibilă poate fi de 6,1-6,5 m (20-21 ft). [2] Cea mai grea persoană înregistrată este o femelă de 4,8 m (16 ft) care cântărea 510 kg (1.120 lb). [10] Treierul comun este un rechin destul de robust, cu un trunchi în formă de torpilă și un cap scurt și lat. Profilul dorsal al capului se curbează uniform până la botul ascuțit și conic. Ochii sunt moderat de mari și nu au membrane nictitante. Gura mică este arcuită și, spre deosebire de alți rechini treier, are brazde la colțuri. Specia are 32-53 rânduri de dinți superiori și 25-50 inferiori; dinții sunt mici, triunghiulari și cu margini netezi, lipsiți coșuri laterale. Cele cinci perechi de fante branhiale sunt scurte, cu a patra și a cincea pereche situate peste bazele înotătoarelor pectorale. [2] [5]
Aripioarele pectorale lungi, falcate (în formă de seceră) se conică spre vârfurile înguste. Prima aripă dorsală este înaltă și poziționată puțin mai aproape de aripioarele pectorale decât aripioarele pelvine. Aripioarele pelvine sunt aproape la fel de mari ca prima aripă dorsală și poartă agrafe lungi și subțiri la masculi. A doua aripioare dorsale și anale sunt minuscule, cu prima poziționată în fața celei din urmă. Crestăturile în formă de semilună apar pe pedunculul caudal la originile superioare și inferioare ale aripioarei caudale. Lobul caudal superior al aripii este enorm alungit, așa cum este caracteristic treierilor, măsurând aproximativ atât cât restul rechinului; lobul subțire, ușor curbat, este ținut într-un unghi abrupt în sus și are o crestătură în marginea descendentă lângă vârf. [2] [6]
Pielea este acoperită de denticuli dermici mici, care se suprapun, fiecare cu trei creste orizontale și trei până la cinci dinți marginali. Această specie este de culoare maro-violaceu până la gri deasupra, devenind mai albăstruie pe flancuri. Partea inferioară este albă, care se extinde peste bazele înotătoarelor pectorale și pelvine; acest model este în contrast cu treierul pelagic, care este solid colorat peste aceste aripioare. Linia de întâlnire dintre colorația dorsală și ventrală este adesea neregulată. O pată albă poate fi văzută la vârfurile aripioarelor pectorale. [2] [6] Treierul comun este cea mai mare specie de rechin treierat, care atinge în mod obișnuit 5 m lungime și 230 kg greutate. [9] Înregistrarea lungimii confirmate pentru acest rechin este de 5,7 m (19 ft), în timp ce lungimea maximă posibilă poate fi de 6,1-6,5 m (20-21 ft). [2] Cea mai grea persoană înregistrată este o femelă de 4,8 m (16 ft) care cântărea 510 kg (1.120 lb). [10]

## Distributie
Gama de treier comun cuprinde apele tropicale și temperate reci din întreaga lume. În vestul Atlanticului, se găsește din Newfoundland până în Golful Mexic, deși este rar la nord de New England și din Venezuela până în Argentina. În estul Atlanticului, a fost raportat din Marea Nordului și din Insulele Britanice până în Ghana (inclusiv Madeira, Azore și Marea Mediterană și Marea Neagră), precum și din Angola și Africa de Sud. În Indo-Pacific, această specie este cunoscută din Tanzania până în India și Maldive, Japonia și Coreea până în sud-estul Chinei, Sumatra, estul Australiei și Noua Zeelandă; apare, de asemenea, în jurul mai multor insule din Pacific, inclusiv Noua Caledonie, Insulele Societății, Tabuaeran și Insulele Hawaii. În estul Pacificului, a fost înregistrat din Columbia Britanică până în Chile, inclusiv Golful California. [1] [2]
Treierul comun este migrator, deplasându-se către latitudini mai mari, urmând mase de apă caldă. În estul Pacificului, bărbații călătoresc mai departe decât femelele, ajungând până la Insula Vancouver la sfârșitul verii și începutul toamnei. Minorii tind să rămână în zonele calde de pepinieră. [5] În apele din Noua Zeelandă tinerii pot fi găsiți peste raftul interior din jurul Insulei de Nord și din partea superioară a Insulei de Sud. [11] Populații separate cu diferite caracteristici ale istoriei vieții există aparent în estul Pacificului și în vestul Oceanului Indian și, eventual, în alte părți; nu se știe că această specie face mișcări transoceanice. [12] În nord-vestul Oceanului Indian, masculii și femelele se separă după locație și adâncime în timpul sezonului de puiet din ianuarie până în mai. [9] Analiza ADN-ului mitocondrial a relevat variații genetice regionale substanțiale în cadrul treierelor comune din toate cele trei oceane. Acest lucru ar putea susține ideea că rechinii din diferite zone, în ciuda faptului că sunt foarte mobili, rareori se încrucișează. [13]

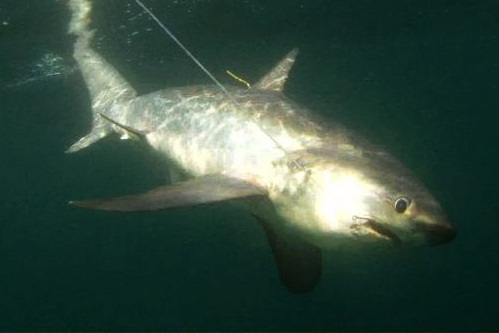

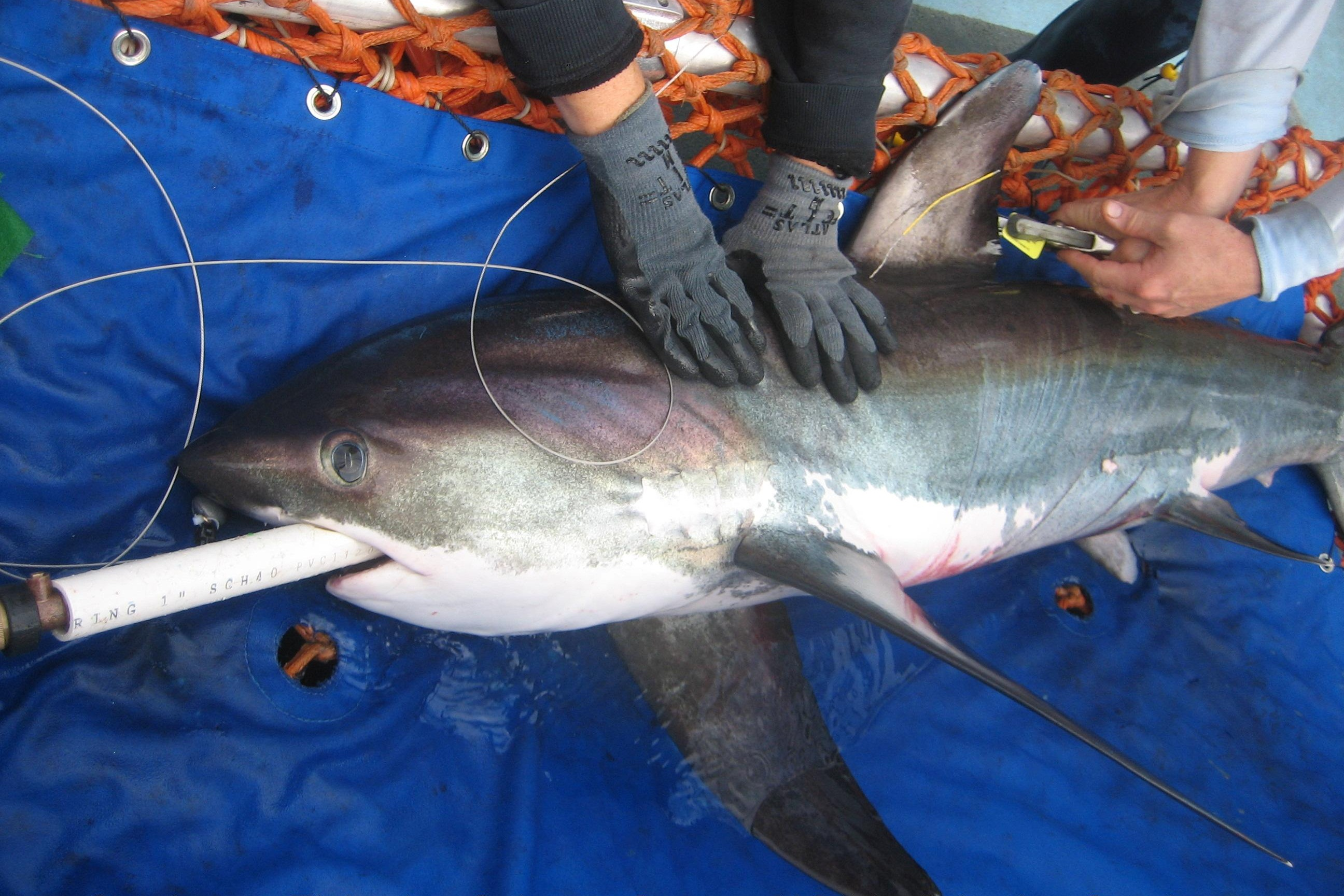
Cercetătorii NOAA etichetează un treier comun - astfel de eforturi sunt esențiale pentru dezvoltarea măsurilor de conservare.

## Habitat
Treierii comuni sunt locuitori atât în apele continentale, cât și în oceanul deschis. Acestea tind să fie cele mai abundente în apropierea terenului, în special a tinerilor, care frecventează habitate aproape de coastă, cum ar fi golfurile. [2] Specia a fost descrisă ca fiind „de coastă-oceanică”, care apare mai ales la 30 km (20 mi) de coastă, cu populații considerabil mai scăzute dincolo de această limită. [14] Majoritatea indivizilor se întâlnesc în apropierea suprafeței, dar această specie a fost înregistrată la cel puțin o adâncime de 550 m (1.800 ft). [15] Dintre opt indivizi etichetați și urmăriți timp de 22-49 de ore în afara sudului Californiei, toți își petreceau majoritatea timpului la 40 m (130 ft) de suprafața apei, dar periodic se scufundau mult mai adânc, în cinci indivizi până la adâncimi de aproximativ 100 m ( 330 ft) sau mai mult. [14] Un studiu din Insulele Marshall tropicale a indicat că treierele comune petrec în principal ziua la adâncimi de aproximativ 160-240 m (520-790 ft) unde temperatura este de 18-20 ° C (64-68 ° F). [16] Treierele obișnuite par să prefere temperaturile apei între 16 și 21 ° C (61 și 70 ° F), dar cel puțin ocazional apar până la aproximativ 9 ° C (48 ° F). [14]

## Biologie și ecologie

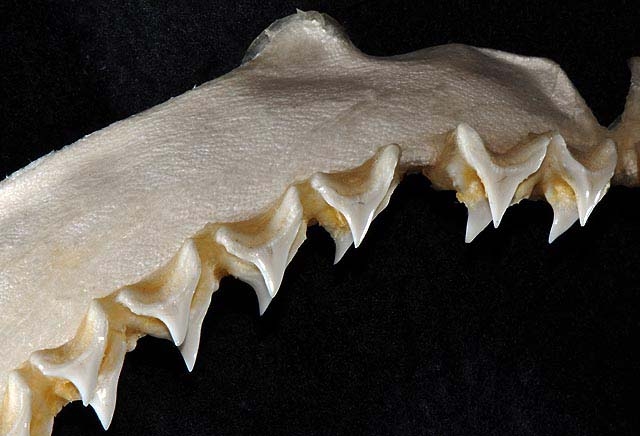
Dintii Treierului comun

Treierii comuni sunt înotători activi, puternici, cu rapoarte rare despre faptul că au sărit complet din apă. [17] La fel ca rechinii cu înot rapid din familia Lamnidae, treierul comun are o fâșie de mușchi roșu aerob de-a lungul flancului, care este capabilă să se contracte puternic și eficient pentru perioade lungi de timp. [18] În plus, aceștia au mușchi cu oxidare lentă localizați central în corpul lor și un sistem de schimb contracurent al vaselor de sânge numit rete mirabile („plasa minunată”), permițându-le să genereze și să rețină căldura corpului. Temperatura din interiorul mușchilor roșii ai unui treier comun este în medie cu 2 ° C (3,6 ° F) peste cea a apei de mare din mediul înconjurător, deși se observă variații individuale semnificative. [19] Spre deosebire de treierele pelagice și obezii, treierul comun nu are o rețea orbitală mirabilă pentru a-și proteja ochii și creierul de schimbările de temperatură. [20]
Bătătorii obișnuiți imaturi cad pradă rechinilor mai mari. În afară de observațiile balenelor ucigașe care se hrănesc cu treieri comuni din Noua Zeelandă, [21] adulții nu au prădători naturali cunoscuți. Paraziții documentați din treierul comun includ protozoanul Giardia intestinalis, [22] trematodele Campula oblonga (gazda neobișnuită) [23] și Paronatrema vaginicola, [24] teniile Acanthobothrium coronatum, [25] Anthobothrium laciniatum, [26] Crossobothrium angustum , [27] Hepatoxylon trichiuri, Molicola uncinatus, [28] Paraorygmatobothrium exiguum, [29] P. filiforme, [30] și Sphyriocephalus tergetinus, [31] și copepodele Dinemoura discrepans, Echthrogaleus denticulatus, [32] Gangliopus pyriformis, ] Kroeyerina benzorum, [34] Nemesis aggregatus, N. robusta, N. tiburo, [35] Nesippus orientalis, [36] și Pandarus smithii. [32]

## Hrănire
Aproximativ 97% din dieta obișnuită a Treierului comun este compusă din pești osoși, în mare parte pești furajeri mici, precum macrou, pește albastru, hering, pește ac și pește-lanternă. Înainte de a lovi, rechinii compactează școlile de pradă înotând în jurul lor și stropind apa cu cozile, adesea în perechi sau grupuri mici. Este cunoscut, de asemenea, că amestecul de pești iau pești mari, solitari, cum ar fi pești-lancetă, precum și calmar și alte nevertebrate pelagice. [15] În afara Californiei, treierele comune se hrănesc în cea mai mare parte cu hamsii nordice (Engraulis mordax), cu merluciu Pacific (Merluccius productus), sardină Pacific (Sardinops sagax), macrou (Scomber japonicus), calmar de piață (Loligo opalescens) și crab roșu pelagic ( Pleuroncodes planipes) fiind, de asemenea, produse alimentare importante. Rechinii se concentrează pe câteva specii de pradă în timpul anilor cu apă rece, dar devin mai puțin discriminanți în perioadele El Niño mai puțin productive și mai calde. [37]
Au fost date numeroase relatări despre treieri comuni care folosesc lobii superiori lungi ai aripilor cozii pentru a uimi prada și sunt adesea înșfăcați pe paragate de coadă după ce probabil au lovit momeala. În iulie 1914, observatorul de rechini Russell J. Coles a raportat că a văzut un rechin bătător folosind coada pentru a răsturna peștii pradă în gură și că un pește care a ratat a fost aruncat la o „distanță considerabilă”. La 14 aprilie 1923, oceanograful W.E. Allen a observat un rechin treier de 2 m (6,6 ft) care urmărea un miros californian (Atherinopsis californiensis) de pe un debarcader de la Scripps Institution of Oceanography. Rechinul a depășit peștele mic și și-a răsucit coada deasupra apei ca o „vânătoare” cu „viteză confuză”, rănindu-și grav ținta. În iarna anului 1865, ihtiologul irlandez Harry Blake-Knox a susținut că a văzut un rechin treier în Golful Dublin folosindu-și coada pentru a lovi un loon rănit (probabil un mare scafandru nordic, Gavia immer), pe care l-a înghițit apoi. Relatarea lui Blake-Knox a fost ulterior contestată de alte autorități, care au afirmat că coada treierului nu este suficient de rigidă sau musculoasă pentru a efectua o astfel de lovitură. [9]

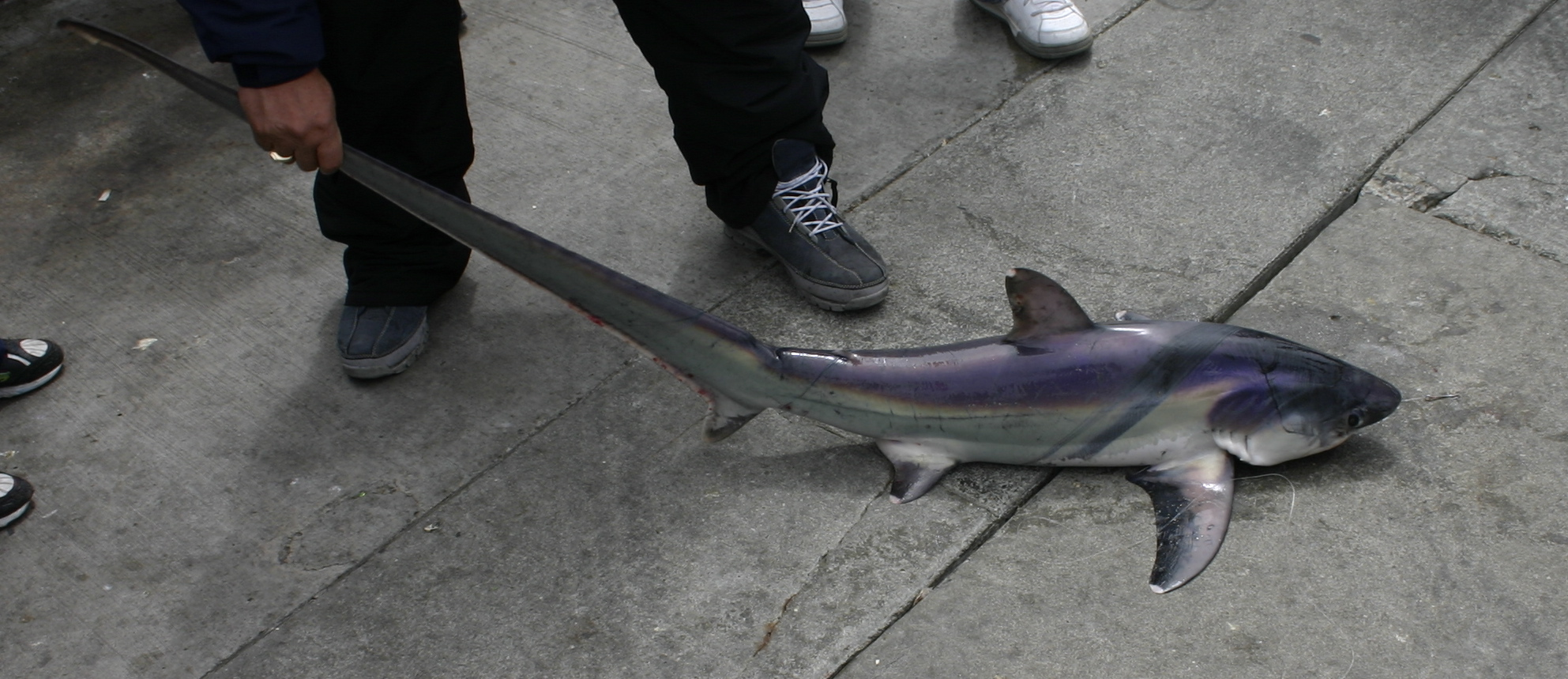
Treierul comun se poate distinge de alți rechini prin aspectul capului și colorarea deasupra aripioarelor sale pectorale.

## Relație cu oameni
În timp ce orice rechin mare este capabil să provoace răni și, prin urmare, merită respect, treierul comun prezintă un pericol mic pentru oameni. Majoritatea scafandrilor declară că sunt timizi și dificil de abordat sub apă. Fișierul internațional privind atacul rechinilor enumeră un singur atac provocat de rechinul treier și patru atacuri asupra bărcilor, care au fost probabil întâmplătoare din partea persoanelor care luptau cu capturarea.

## Pescuit comercial
Treierul comun este prins pe scară largă de pescuitul cu paragate în larg și pelagice, în special în nord-vestul Oceanului Indian, în vestul, centrul și estul Pacificului și în Atlanticul de Nord. Țările participante includ fosta URSS, Japonia, Taiwan, Spania, Statele Unite, Brazilia, Uruguay și Mexic. Carnea este foarte apreciată pentru consumul uman gătită, uscată și sărată sau afumată. În plus, pielea lor este transformată în piele, uleiul de ficat este procesat pentru vitamine, iar aripioarele sunt folosite pentru supa cu aripioare de rechin. Organizația Organizației Națiunilor Unite pentru Alimentație și Agricultură a raportat în 2006 o prelevare comună de 411 tone metrice. [12]

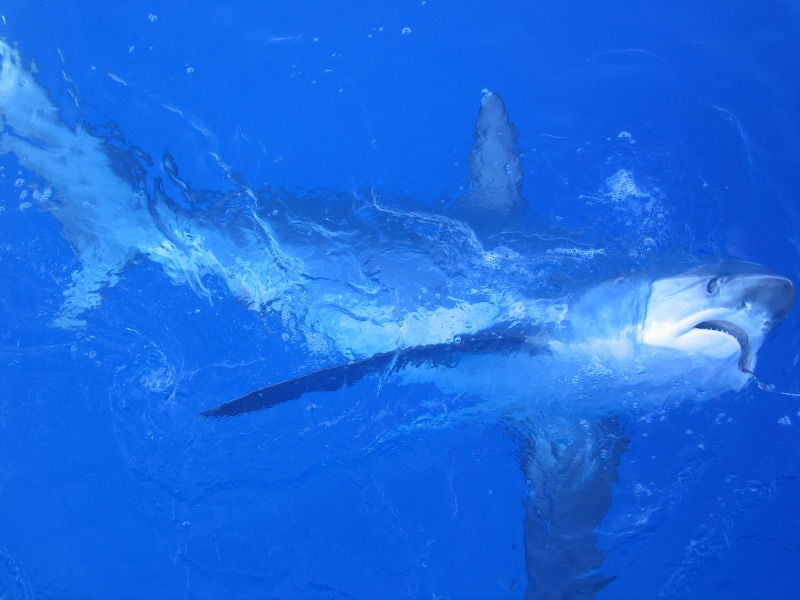
Rechinul treier este luat comercial de multe țări. Aici un treier comun este agățat de un paragat.

În Statele Unite, în 1977, în sudul Californiei s-a dezvoltat o pescărie cu plasă de sârmă în derivă pentru treierul comun, începând cu 10 nave care experimentează o plasă de dimensiuni mai mari. În decurs de doi ani, flota a crescut la 40 de nave și pescuitul a atins apogeul în 1982, când 228 de nave au debarcat 1.091 de tone metrice. Populația comună a treierat s-a prăbușit rapid din cauza pescuitului excesiv, debarcările scăzând la mai puțin de 300 de tone metrice pe an până la sfârșitul anilor 1980, iar clasele de dimensiuni mai mari au dispărut din populație. Treierele comune sunt încă luate comercial în Statele Unite, aproximativ 85% provenind din Pacific și 15% din Atlantic. Cele mai mari capturi rămân de la pescărie cu setci de calci din California-Oregon, care și-a mutat focalizarea către peștele-spadă mai valoros (Xiphius gladius), dar totuși ia treierele drept captură accesorie. Un număr mic de bătători din Pacific sunt, de asemenea, luate de harpoane, plase de drift cu ochiuri mici și paragate. În Atlantic, treierele sunt luate în primul rând pe paragate destinate pentru peștele-spadă și ton.

## Pescuit de agrement

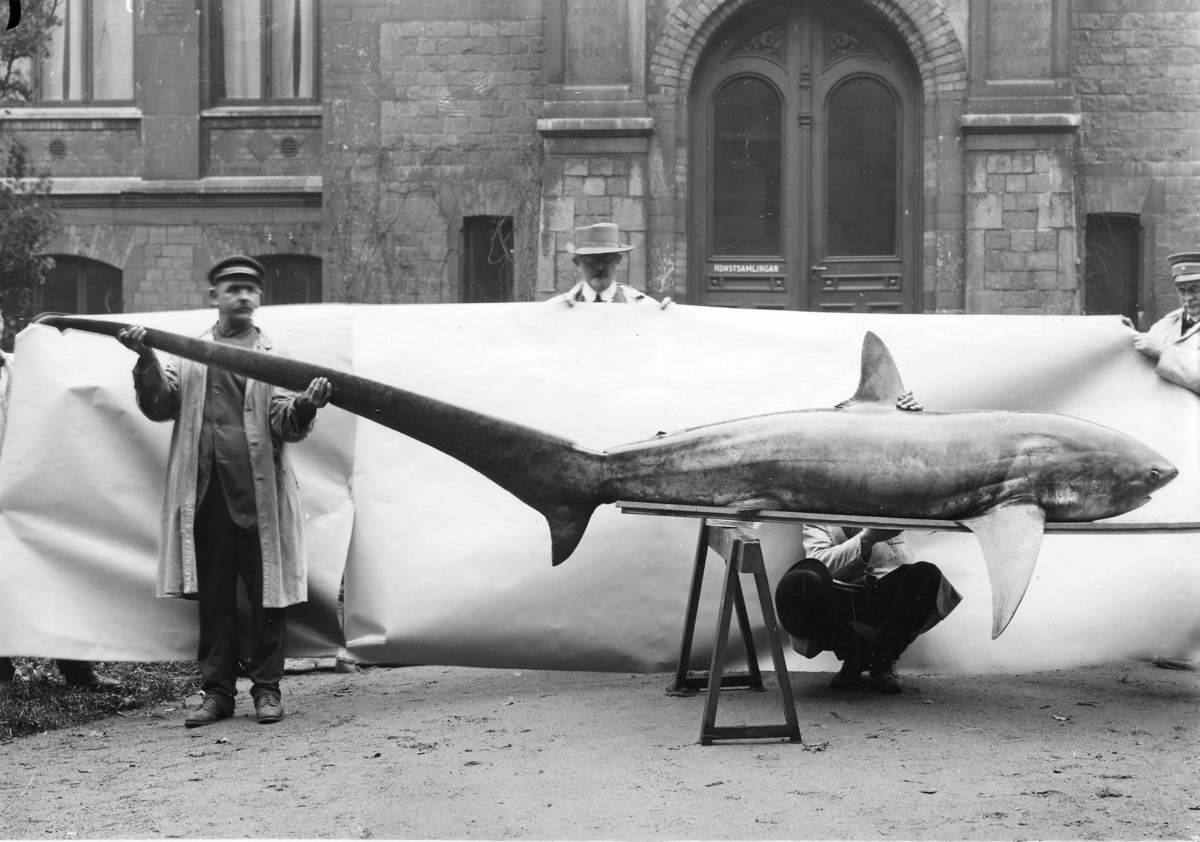
Unul din cei mai mari Treierii Comuni.

Treierii comuni sunt bine considerați de pescarii sportivi ca fiind unul dintre cei mai puternici rechini de luptă alături de rechinul mako (Isurus oxyrhinchus) și sunt clasificați ca pești de vânat de către Asociația Internațională a Peștilor de Joc. Sunt urmăriți de pescarii care folosesc tija și mulinete în California, Africa de Sud și în alte părți. Frank Mundus a numit rechinii bătători „extrem de încăpățânați” și „lire pentru kilogram, un pește mai greu de biciuit” decât mako. [9] Pescuitul pentru treierul comun este similar cu cel pentru mako; echipamentul recomandat este o tijă de 24 kg (53 lb) și o bobină de vânat mare care conține cel puțin 365 m (400 yd) de 24 kg (53 lb) linie. Metoda ideală este pescuitul cu pescuit momeală, fie adânc, fie permițându-i să plutească.

## Conservare
Toate cele trei specii de rechini treier au fost reevaluate de la Uniunea internațională pentru conservarea naturii în 2007, de la deficiențe de date la vulnerabile. [1] Prăbușirea rapidă a subpopulației californiene (peste 50% în decurs de trei generații) a determinat îngrijorări cu privire la susceptibilitatea speciei la pescuitul excesiv în alte zone, unde datele despre pescuit sunt rareori raportate și aspecte ale istoriei vieții și ale structurii populației sunt puțin cunoscute. [1] În plus față de presiunea continuă a pescuitului, treierele comune sunt, de asemenea, luate ca capturi accidentale în alte unelte, cum ar fi traule de fund și capcane pentru pești, și sunt considerate o neplăcere de către pescarii de macrou, deoarece acestea se încurcă în plase. [12] [15]
Statele Unite gestionează pescuitul comun al treierelor prin reglementări precum cotele comerciale și limitele de călătorie, precum și dimensiunile minime de recreere și limitele de reținere. Avertismentul cu rechini este ilegal în conformitate cu legea federală a SUA. Pescuitul de treierat comun din Atlantic este reglementat de Serviciul național de pescuit marin Divizia de gestionare a speciilor extrem de migratoare prin Planul consolidat de gestionare a pescuitului pentru specii în mare măsură atlantice din 2006 (PMP), iar pescuitul de treierat comun al Pacificului este reglementat de Consiliul de gestionare a pescuitului din Pacific prin intermediul PMP pentru pescuitul de pe coasta de vest a SUA pentru specii extrem de migratoare. [40] [41] În anii 1990, după epuizarea stocurilor comune de treierat de către industria pescărești din sânge din California, flota a fost limitată la 70 de bărci și au fost impuse restricții privind sezonul, intervalul de operare și debarcări. Unele dovezi arată că subpopulația din California se recuperează, iar rata potențială de creștere a populației a fost estimată la 4-7% pe an. [39]

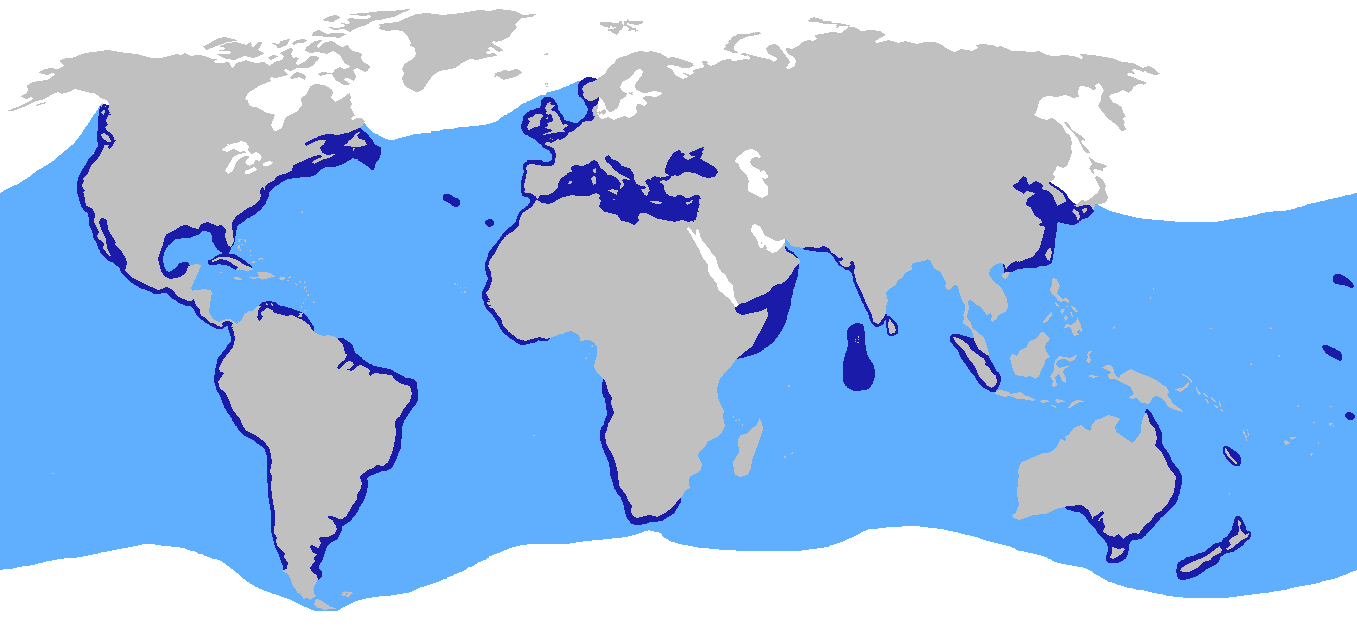
Confirmat (albastru închis) și suspectat (albastru deschis) al Treierului Comun.

În Noua Zeelandă, Departamentul pentru Conservare a clasificat rechinul bătător comun ca „Nu este amenințat” în cadrul Sistemului de clasificare a amenințărilor din Noua Zeelandă.